# جامعة لودفيغ ماكسيميليان
جامعة لودفيغ ماكسيميليان (LMU)، جامعة بحثية عامة في ميونخ الألمانية وهي سادس أقدم جامعة في ألمانيا.

## التاريخ
أُسِّسَت الجامعة في الأصل باسم جامعة إنغولشتات عام 1472 على يد دوق لودفيغ التاسع ملك بافاريا لاندشوت، نقلت الجامعة في عام 1800 إلى لاندسهوت من قبل الملك ماكسيميليان الأول ملك بافاريا عندما تعرضت مدينة إنغولشتات للتهديد من قبل الفرنسيين قبل أن يتم نقلها إلى موقعها الحالي في ميونيخ في 1826 من قبل الملك لودفيج الأول ملك بافاريا. في عام 1802. سميت الجامعة تسمية رسميًا باسم جامعة لودفيج ماكسيميليان من قبل الملك ماكسيميليان الأول ملك بافاريا تكريما لنفسه وللدوق لودفيج التاسع. التاسع.
أُنشِئت الجامعة بموافقة بابوية عام 1472 تحت اسم جامعة إنغولشتات والتي ضمت كلية للطب، كلية للفلسفة، كلية للقانون وكلية للاهوت

## من مشاهير الأساتذة
- كارل شتاين

## من مشاهير الخريجين
- جورجيوس بابانيكولاو
- يوسف إبراهيم
- بندكت السادس عشر
- توماس مان
- هوبرت ماركل
- هاينريش كويرنغ، إحاثي ألماني.

## وصلات خارجية
- موقع جامعة ميونخ (بالألمانية)

- موقع جامعة ميونخ (بالإنجليزية)
- 360° Panorama at the Ludwig Maximilians University